# Кобыльница (гмина)
Кобыльница (пол. Kobylnica) — сельская гмина (волость) в Польше, входит как административная единица в Слупский повет, Поморское воеводство. Население — 10,183 человека (на 2010 год).

## Демография
| Перепись                       | Всего   | Всего | Женщины | Женщины | Мужчины | Мужчины |
| ------------------------------ | ------- | ----- | ------- | ------- | ------- | ------- |
| Единицы                        | человек | %     | человек | %       | человек | %       |
| Население                      | 9513    | 100   | 4710    | 49,5    | 4803    | 50,5    |
| Плотность населения (чел./км²) | 38,8    | 38,8  | 19,2    | 19,2    | 19,6    | 19,6    |

## Соседние гмины
1. Гмина Дембница-Кашубска
2. Гмина Кемпице
3. Гмина Постомино
4. Гмина Славно
5. Гмина Слупск
6. Слупск
7. Гмина Тшебелино